# Arteria plantaris medialis

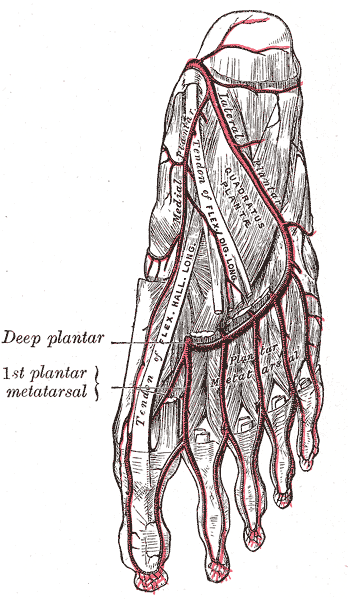
Fußsohlenarterien des Menschen

Die Arteria plantaris medialis („innere Fußsohlenarterie“) ist eine Schlagader am Fuß. 

## Mensch
Beim Menschen ist die Arteria plantaris medialis der schwächere der beiden Äste der Arteria tibialis posterior. Sie verläuft – zusammen mit dem ihr seitlich anliegenden Nervus plantaris medialis – am innenseitigen Rand der Fußsohle zur Zehenbasis. Ihr Anfangsabschnitt ist vom Musculus abductor hallucis bedeckt, ab Höhe des ersten Keilbeins liegt sie zwischen diesem Muskel und dem Musculus flexor hallucis brevis. Sie versorgt die Haut und Muskulatur der Fußinnenseite.
Am ersten Mittelfußknochen teilt sich die Arteria plantaris medialis in einen tiefen (Ramus profundus) und oberflächlichen Ast (Ramus superficialis). Der tiefe Ast beteiligt sich am tiefen Fußsohlenbogen (Arcus plantaris profundus). Der oberflächliche Ast zieht an der Sehne des Musculus abductor hallucis zur Großzehe. Sein Verhalten ist sehr variabel: Er kann Äste zu den ersten drei plantaren Mittelfußarterien, eine Anastomose mit der Arteria plantaris hallucis eingehen oder diese ganz ersetzen oder mit der Arteria plantaris lateralis einen oberflächlichen Fußsohlenbogen (Arcus plantaris superficialis) bilden. Ein oberflächlicher Fußsohlenbogen tritt bei etwa einem Viertel der Individuen auf.

## Vergleichende Anatomie
Bei Tieren ist die Arteria plantaris medialis der stärkere der beiden Äste des Ramus caudalis der Arteria saphena. Sie speist das oberflächliche plantare Arteriensystem (Arteriae digitales plantares communes), ihr Ramus profundus bildet einen Zufluss zum Arcus plantaris profundus und beteiligt sich damit – wenn auch in geringem Umfang – an der Blutversorgung des Hinterfußes.